# Röda tråden
Röda tråden var ett svenskt frågesportsprogram i tv med Pekka Heino som programledare. Första avsnittet sändes den 30 januari 1992 och det sista den 24 februari 1994. I programmet gällde det för deltagarna att hitta en "röd tråd" i problemformuleringarna som bestod av ett antal bilder med en gemensam nämnare. Vinjettmelodin var låten "Wonderful World" av Sam Cooke.
I Röda tråden fanns det tre moment:
1. Röda tråden: de tävlande fick se bilder med en gemensam nämnare som de skulle komma underfund med.
2. Bokstavslänken: bokstäverna i ett ord synliggjordes en efter en för de tävlande när de svarade rätt på frågor.
3. Kändiskedjan: bilder på kändisar var sammanlänkade med hjälp av någon gemensam nämnare, till exempel första bilden kunde vara bordtennisspelaren Kjell Johansson, nästa bild kunde då bli ishockeyspelaren Roland Stoltz, och så vidare.